# International Powder & Bulk Solids Processing Conference & Exhibition
Die International Powder & Bulk Solids Processing Conference & Exhibition (IPB) ist eine dreitägige internationale Fachmesse mit Kongress zum Thema Pulver- und Schüttguttechnologie im asiatischen Raum. Ihr Schwerpunkt liegt auf der Mechanischen Verfahrenstechnik als Schlüsseltechnologie. Die Veranstaltung gilt als "wichtigste Branchenveranstaltung in China". Die 14. Ausgabe der IPB findet vom 16. bis 18. Oktober im Shanghai World Expo Exhibition & Convention Center statt.

## Themen und Zielgruppen
Die IPB richtet sich an Fachleute, die sich über Verfahren, Geräte und Dienstleistungen der Pulver- und Schütttechnologie informieren möchten. Das Angebot umfasst dabei folgende Themen:
- Mechanische Grundverfahren
- Anlagenbau und Verfahrenskomponenten
- Partikelanalyse und -charakterisierung
- Nanopartikeltechnologien
- Messen, Steuern, Regeln
- Sicherheits- und Umwelttechnik
- Dienstleistungen

Die Besucher der Messe stammen am häufigsten aus den Branchen Chemie, Pharmazie, Lebens- und Futtermittel sowie Energie.
Parallel zur Messe findet ein Kongress zum Thema Mechanische Verfahrenstechnik statt. Foren und Vorträge informieren über Neuigkeiten und Trends der Branche. 2017 verläuft die IPB gleichzeitig mit der Ausstellung für Agrochemie AgroChemEx.

## Aussteller- und Fachbesucherzahlen
2016 erzielte die IPB einen neuen Besucherrekord: 7.988 Fachleute nahmen an der Messe teil, ein Plus von knapp 900 Besuchern gegenüber dem Vorjahr. Fast 200 Aussteller aus 14 Ländern waren anwesend (2015: 146 Aussteller). Die Netto-Ausstellungsfläche der Messe lag bei 2.189 m².

## Veranstalter und Veranstaltungsort
Bis 2008 wurde die IPB vom chinesischen Messeveranstalter WES ausgerichtet. Seitdem organisiert die NürnbergMesse China, Tochtergesellschaft der NürnbergMesse, die Veranstaltung. Die Chinese Society of Particuology ist Mitveranstalter.
Veranstaltungsort der IPB ist seit 2017 das Shanghai World Expo Exhibition & Convention Center. Bis 2014 fanden Fachmesse und Kongress im INTEX Exhibition Center in Shanghai statt, mussten aber aufgrund der Zunahme der Besucherzahlen und erforderlichen Ausstellungsfläche zunächst in das Shanghai Convention & Exhibition Center of International Sourcing verlegt werden.

## Powtech World
Die IPB ist Teil von "Powtech World", einem globalen Netzwerk von Messen und Konferenzen rund um die Mechanische Verfahrenstechnik. Powtech World ist eine Initiative der Powtech, der nach eigenen Angaben weltweit führenden Messe für Verarbeitung, Analyse und Behandlung von Pulver- und Schüttgut. Die Powtech findet jährlich in Nürnberg statt. Neben IPB und Powtech gibt es aktuell drei weitere Mitglieder: FCE Pharma, Powder & Bulk Solids India und Partec.